# Сауна

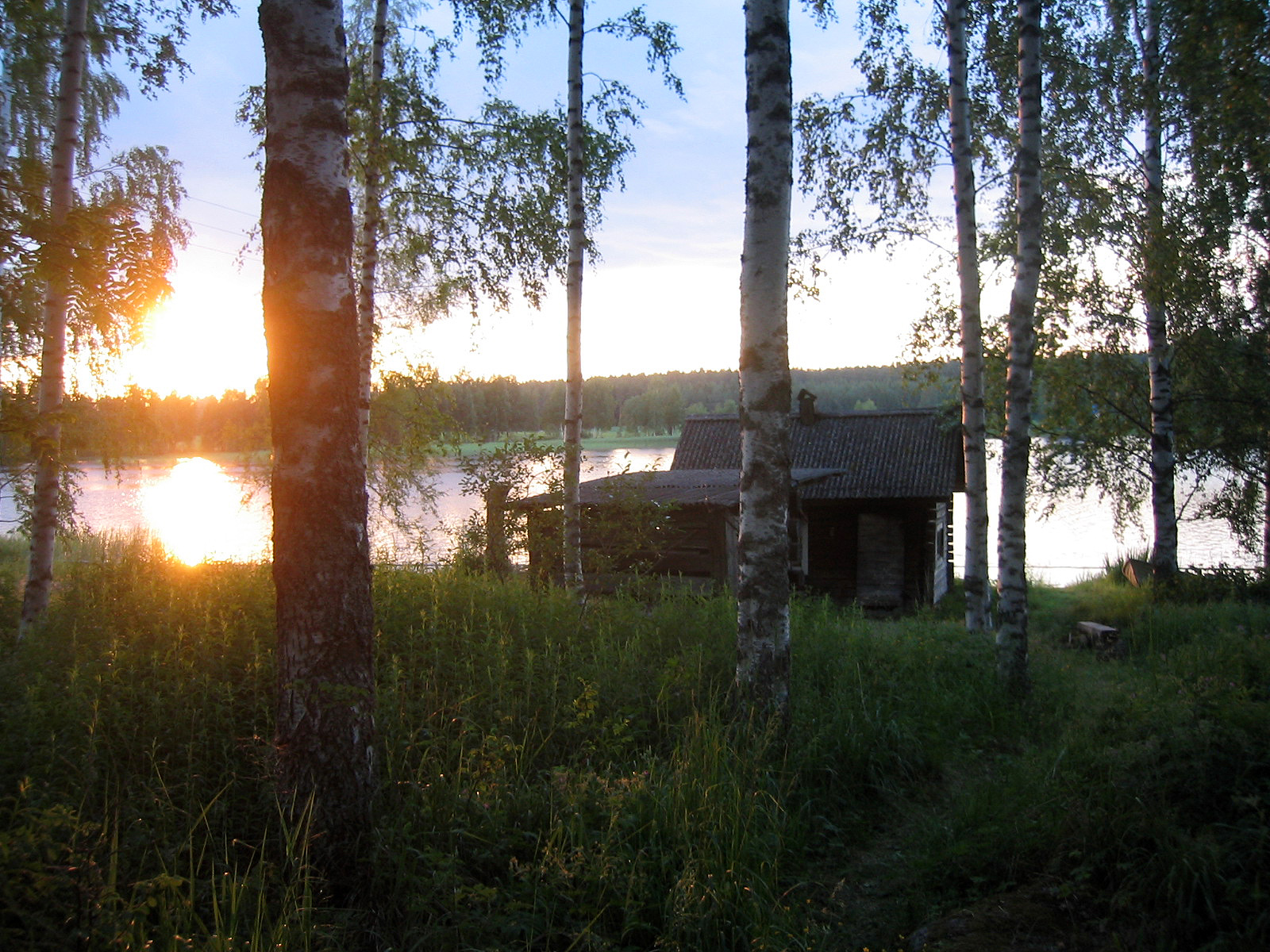
Традиційний фінський пейзаж сауни на березі

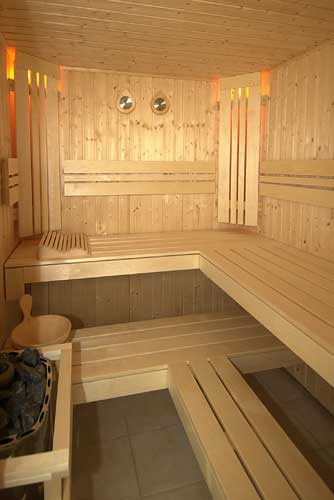
Типова сучасна сауна

Сауна, савна (фін. sauna) — фінська назва лазні. В Україні (і не тільки) під сауною зазвичай розуміють кімнату невиличкого розміру з сухою парою, що неправильно. Фінам така сауна невідома. На практиці ж, сауна нічим не відрізняється від лазні — фіни так само піддають пару, так само користуються березовими віниками. Звичайно температуру підтримують в межах 70-110 °C, а вологість регулюється кількістю води, яка підливається з ковша на кам'янку (фін. kiuas). 
Сауни чи лазні, можуть опалюватись «по-чорному» і «по-білому». В сучасних квартирах зазвичай ставлять електричні каміни. 
Залежно від джерела статистики, від 60 до 90 відсотків фінів ходять в сауну хоча б раз на тиждень. Про повсюдне присутності сауни в повсякденному житті фіннів можна судити по величезній кількості саун: в Фінляндії саун налічується 3,3 мільйона, при чисельності населення в 5,5 мільйона.
У фінській культурі сауна завжди вважалася місцем оздоровлення. Медичний журнал JAMA Internal Medicine опублікував дослідження Університету Східної Фінляндії, що доводить користь сауни для здоров'я. Згідно з цим дослідженням, часте відвідування сауни зменшує ризик зупинки серця.
Як показують результати 15-річного дослідження про вплив сауни на здоров'я людини, проведеного під керівництвом професора кардіології Ярі Марі Лаукканена, у тих, хто ходить в сауну часто ― від чотирьох до семи разів на тиждень ― знижується ризик інсульту більш ніж на 50% по порівняно з тими, хто ходить тільки один раз в тиждень. Також зазначалося, що звичка ходити в сауну також знижує ризик виникнення серцево-судинних захворювань, адже для серця відвідування сауни рівносильно швидкій ходьбі.